# ドルツク公
ドルツク公（ベラルーシ語: князь друцкі）とは、12世紀初頭からルーシ西部に存在したドルツク公国の君主の称号である（「公」は「クニャージ」からの訳出による）。公・公国の名は、その中心都市だったドルツクによる。

## ドルツク公の一覧
キエフ大公国期
- ログヴォロド・フセスラヴィチ[注 1]（在位：1101年 - 1127年[1]）
- ログヴォロド・ログヴォロドヴィチ[注 2]（在位：1127年 - 1129年[1]）

（この間、上記のログヴォロドはビザンツ帝国に追放されており、ポロツク公イジャスラフ、スヴャトポルク、ヴァシリコがドルツクを統治していたと考えられている。）
- ログヴォロド・ログヴォロドヴィチ（在位：1140年 - 1144年）：2度目
- グレプ・ログヴォロドヴィチ（在位：1144年 - 1151年）
- グレプ・ロスチスラヴィチ（在位：1151年 - 1158年）：ミンスク公ロスチスラフの子
- ログヴォロド・ログヴォロドヴィチ（在位：1158年 - 1159年）：3度目
- グレプ・ログヴォロドヴィチ（在位：1159年 - 1162年[1]）：2度目
- ログヴォロド・ログヴォロドヴィチ（在位：1162年 - 1171年以降）：4度目
- グレプ・ログヴォロドヴィチ（在位：1171年以降 - 1180年以降）：3度目
- ボリス・ログヴォロドヴィチ（在位：1180年以降 - 1196年以前）
- ボリス・フセスラヴィチ(be)（在位：1190年代[注 3]）：おそらく、上記の人物の甥

リトアニア大公国期